# کوهستان کویتن‌داغ
کوهستان کویتن‌داغ (ترکمنی: Köýtendag) رشته کوهی از کوهستان پامیر-آلای در جنوب شرقی ترکمنستان است که در امتداد مرز با استان سرخان‌دریا ازبکستان قرار دارد، کوه آیری‌بابا با ارتفاع ۳٬۱۳۹ متر (۱۰٬۲۹۹ فوت) بالاترین قله این رشته کوه در ترکمنستان است. این رشته کوه در طبیعت محدود شده کویتن‌داغ قرار دارد.